# Манекеев, Арген Сеитрахимулы
Арген Сеитрахимулы Манекеев (24 мая 1996, Каракол, Кыргызстан) — казахстанский футболист, защитник.

## Клубная карьера
Футбольную карьеру начинал в 2014 году в составе клуба «Ордабасы». 9 октября 2014 года в матче против клуба «Актобе» дебютировал в казахстанской Премьер-лиге (1:3), выйдя на замену на 80-й минуте вместо Ондржея Куделы.
В начале 2018 года подписал контракт с казахстанским клубом «Академия Онтустик».

## Клубная статистика
| Игровая карьера | Игровая карьера     | Игровая карьера | Лига | Лига | Кубок | Кубок | Межд. | Межд. | Др. | Др. |
| --------------- | ------------------- | --------------- | ---- | ---- | ----- | ----- | ----- | ----- | --- | --- |
| 2014            | Ордабасы            | А               | 1    | 0    | —     | —     | —     | —     | —   | —   |
| 2016            | Ордабасы U-21       | В               | 26   | 2    | —     | —     | —     | —     | —   | —   |
| 2017            | Кыран               | Б               | 22   | 0    | 1     | 0     | —     | —     | —   | —   |
| 2018            | Академия Онтустик   | В               | 39   | 2    | 2     | 1     | —     | —     | —   | —   |
| 2019            | Академия Онтустик   | Б               | 23   | 2    | 3     | 0     | —     | —     | —   | —   |
| 2020            | Академия Онтустик   | Б               | 9    | 1    | —     | —     | —     | —     | —   | —   |
| 2021            | Академия Онтустик   | Б               | 11   | 1    | 2     | 0     | —     | —     | —   | —   |
| 2021            | Академия Онтустик-М | В               | 3    | 0    | —     | —     | —     | —     | —   | —   |
| 2022            | Академия Онтустик   | Б               | 1    | 0    | —     | —     | —     | —     | —   | —   |
| 2022            | Академия Онтустик-М | В               | 15   | 1    | —     | —     | —     | —     | —   | —   |